# B.J. and the Bear
B.J. and The Bear est une série télévisée américaine en 48 épisodes de 51 minutes, créée par Glen A. Larson et Christopher Crowe et diffusée entre le 4 octobre 1978 et le 11 août 1981 sur le réseau NBC.
La série est inédite dans tous les pays francophones.

## Synopsis
Billy Joe « B.J. » McKay est un routier solitaire qui voyage à travers les États-Unis dans un camion remorque rouge et blanc Kenworth K-100 Aerodyne accompagné d'un chimpanzé nommé Bear. Ancien pilote d'hélicoptère médical durant la guerre du Viet-Nam, il est démobilisé après la prise de Hanoi et fait son retour au pays. B.J est souvent mêlé malgré lui à des affaires criminelles là où il se rend et fait la rencontre du shériff Elroy P. Lobo à de maintes reprises. Ce dernier aura d'ailleurs droit à sa série dérivée.

## Distribution
- Greg Evigan : Billy Joe « B.J. » McKay
- Eric Server : Lieutenant Jim Steiger

## Fiche technique
- Titre original : B.J. and The Bear
- Créateur : Glen A. Larson et Christopher Crowe
- Supervision de la production : Christopher Crowe et John Peyser
- Supervision de l'écriture : Robert McCullough et Sidney Ellis
- Producteurs : Christopher Crowe, Joe Boston, Richard Lindheim, Lester Wm. Berke et Robert F. O'Neill
- Producteur exécutif : Glen A. Larson et Michael Sloan
- Producteurs associés : Roy Watts, Gil Bettman, Gary Winter et Bernadette Joyce
- Création du thème musical : Glen A. Larson
- Musique : John Cacavas, Dick Halligan, Peter Ivers, Doug Fisher, William Broughton et Stu Phillips
- Photographie : Frank Thackery, Charles Mills, Frank Beascoechea, Seymour Hoffberg, William Cronjager et Sherman Kunkel
- Montage : Buford F. Hayes, Victor B. Lackey, Lawrence J. Gleason, Neal Chastain, Harvey Stambler, Chris G. Willingham, Michael S. Murphy et John J. Dumas
- Distribution : Ron Stephenson, Patti Hayes, William J. Kenney, Phil Benjamin, Ruth Conforte et Robert D. Edmiston
- Création des décors : Vincent M. Cresciman, George Renne, Russell C. Forrest, Russell J. Smith et John D. Jefferies Sr.
- Création des costumes : Yvonne Wood
- Effets spéciaux visuels : Kevin Pike
- Compagnies de production : Glen A. Larson Productions - Universal Television
- Compagnie de distribution : NBC
- Pays d'origine :  États-Unis
- Langue d'origine : Anglais Mono
- Image : Couleurs (Technicolor)
- Ratio écran : 1.33:1 Full Screen 4:3
- Durée : 51 minutes
- Négatif : 35 mm

## Épisodes

### Première saison (1978-1979)
1. The Foundlings, part One
2. The Foundlings, part Two
3. Odyssey of the Shady Truth
4. Shine On
5. A Coffin with a View
6. Deadly Cargo
7. Never Give a Trucker an Even Break
8. Lobo's Revenge
9. The Murphy Contingent
10. Wheels of Fortune
11. Crackers
12. Lobo

### Deuxième saison (1979-1980)
1. Snow White and the Seven Lady Truckers: Part One
2. Snow White and the Seven Lady Truckers: Part Two
3. Cain's Cruiser
4. Pogo Lil
5. Cain's Son-In-Law
6. Run for the Money: Part 1
The Misadventures of Sheriff Lobo : Run for the Money, Parts 2&3 (cross-over)
7. The Eyes of Texas
8. Mary Ellen
9. Gasohol
10. B.J.'s Sweethearts
11. Fly a Wild Horse
12. Silent Night, Unholy Night
13. Fire in the Hole
14. Siege
15. Trough the Past, Darkly
16. Bear Bondage
17. B.J. and the Witch
18. The Good, the Bad and the Beautiful
19. The Girls of Hollywood High
20. The 18-Wheel Rip-Off
21. The Friendly Double Cross

### Troisième saison (1980-1981)
1. B.J. and the Seven Lady Truckers: Part One
2. B.J. and the Seven Lady Truckers: Part Two
3. The Fast and the Furious: Part One
4. The Fast and the Furious: Part Two
5. Intercepted Pass
6. Down & Dirty
7. Beauties and the Beasts
8. Blond in a Gilded Cell
9. For Adults Only
10. A Bear in the Hand
11. Seven Lady Captives
12. S.T.U.N.T.
13. Who is B.J. ?
14. Detective Finger, I Presume
15. The Two Million Dollar Hustle

## Séries dérivées
Deux épisodes de la saison 2 intitulés Eyes of Texas et The Girls on the Hollywood High étaient destinés à servir d'épisodes pilotes pour une série qui ne verra pas le jour. Ils faisaient intervenir les personnages de deux femmes détectives privées : Heather Fern (interprétée par Rebecca Reynolds dans les deux épisodes) et Caroline Capoty (interprétée par Lorrie McCaffrey dans le premier et Heather Thomas dans le second). Dans le second épisode, on peut voir des caméos des acteurs John S. Ragin et Robert Ito de la série Quincy.
Claude Akins aura sa propre série intitulée The Misadventures of Sheriff Lobo.